# Þorsteinn Halldórsson
Þorsteinn Halldórsson (7 gennaio 1968) è un allenatore di calcio ed ex calciatore islandese, di ruolo centrocampista, selezionatore della nazionale femminile islandese.

## Carriera

### Allenatore

#### Nazionale
A inizio 2021 Halldórsson viene scelto come successore di Jón Þór Hauksson alla guida della nazionale femminile islandese, posto sotto contratto fino al 2026 dalla Federcalcio islandese, dopo che questa aveva ottenuto l'accesso alla fase finale dell'Europeo di Inghilterra 2022. La sua gestione parte con un buon risultato; invitato per la prima volta alla SheBelieves Cup per l'edizione 2022, ottiene un 2º posto nel torneo dietro gli Stati Uniti.

## Palmarès

### Calciatore

#### Club
- Campionato islandese di seconda divisione: 1

Þróttur: 1997

### Allenatore

#### Club
- Campionato islandese: 3

Breiðablik: 2015, 2018, 2020
- Coppa d'Islanda: 2

Breiðablik: 2016, 2018
- Supercoppa islandese: 3

Breiðablik: 2016, 2017, 2019